# Friends (chanson de Marshmello et Anne-Marie)
« FRIENDS » redirige ici. Pour les autres significations, voir Friends (homonymie).
Singles par Marshmello
Spotlight
(2018) Everyday
(2018)
Singles par Anne-Marie
Then
(2017) 2002
(2018)
Clip vidéo
[vidéo] « FRIENDS », sur YouTube
Friends (stylisé en majuscules : FRIENDS) est une chanson du DJ américain Marshmello écrit et interprété en collaboration avec la chanteuse britannique Anne-Marie.
Sorti en 2018, le titre atteint la 1re place en Allemagne, le top 5 au Royaume-Uni et en Australie et la 11e place du Billboard Hot 100 (États-Unis). En juin 2019, elle avait été écoutée plus de 700 millions de fois sur Spotify.
En avril 2022, le clip vidéo atteint le cap du milliard de visionnages sur la plateforme YouTube.

## Composition
Marshmello et Anne-Marie ont créé la chanson lors d'une session conjointe. Sur la suggestion d'un producteur, Marshmello rejoint Anne-Marie en studio et la chanson est prête en seulement quelques heures : il lui montre quelques boucles de guitare, piano, synthé et batterie, puis ils choisissent une boucle de guitare et Anne-Marie écrit les paroles en 30 minutes, pendant que Marshmello créé les percussions ; il leur faut ensuite simplement deux heures pour enregistrer les voix.

## Classements
| Classement (2018)                       | Meilleure position |
| --------------------------------------- | ------------------ |
| Australie (ARIA)                        | 4                  |
| Autriche (Ö3 Austria Top 40)            | 1                  |
| Belgique (Flandre Ultratop 50 Singles)  | 2                  |
| Belgique (Wallonie Ultratop 50 Singles) | 2                  |
| Canada (Hot 100)                        | 5                  |
| Canada (CHR/Top 40)                     | 3                  |
| Canada (Hot AC)                         | 15                 |
| Tchéquie (IFPI Rádio)                   | 7                  |
| Danemark (Tracklisten)                  | 2                  |
| Finlande (Suomen virallinen lista)      | 5                  |
| France (SNEP)                           | 14                 |
| Allemagne (Media Control AG)            | 1                  |
| Hongrie (Rádiós Top 40)                 | 2                  |
| Italie (FIMI)                           | 23                 |
| Japon (Hot 100)                         | 32                 |
| Pays-Bas (Nederlandse Top 40)           | 1                  |
| Pays-Bas (Single Top 100)               | 4                  |
| Nouvelle-Zélande (RMNZ)                 | 6                  |
| Norvège (VG-lista)                      | 4                  |
| Portugal (AFP)                          | 4                  |
| Roumanie (Romanian Radio Airplay)       | 1                  |
| Écosse (OCC)                            | 8                  |
| Espagne (PROMUSICAE)                    | 17                 |
| Suède (Sverigetopplistan)               | 5                  |
| Suisse (Schweizer Hitparade)            | 4                  |
| Royaume-Uni (UK Singles Chart)          | 4                  |
| États-Unis (Hot 100)                    | 11                 |
| États-Unis (Adult Pop Songs)            | 14                 |
| États-Unis (Dance Club Songs)           | 3                  |
| États-Unis (Pop Airplay)                | 2                  |